# Абу Джарах
Абу́ Джара́х (Абу Джарах Урдуни, Абу Джарах Узули, Жаррах Урдуни, араб. أبو جراح الأردني‎; предположительно 1975 г. р. — 17 мая 2005, с. Солнечное, Хасавюртовский район, Дагестан, Россия) — международный террорист. Гражданин Кувейта (по другим сообщениям — Иордании). Имя «Абу Джарах» переводится как «Отец Джараха» или «Отец Наносящего раны», «Отец хирурга».
По утверждению генерал-майора Ильи Шабалкина, Джарах приходился двоюродным братом иорданцу Абу Мусабу аз-Заркави, а старший брат Джараха входил в четвёрку лиц ближайшего окружения Усамы бен Ладена.
Прошёл подготовку на территории Афганистана в лагерях талибов и являлся специалистом по вопросам изготовления и применения взрывных устройств, а также различных ядов.
Был в числе боевиков, прибывших в Чечню вместе с Хаттабом в 1995—1997 годах.
По сведениям Регионального оперативного штаба по управлению контртеррористической операцией на Северном Кавказе, Джарах являлся одним из эмиссаров «Аль-Каиды» в Чечне, имел тесные связи с членами организаций «Братья-мусульмане» и «Аль-Харамейн». Являлся ближайшим сообщником Хаттаба, Абу аль-Валида, Ясира, был ближайшим помощником Абу-Хафса.
Содействовал организации сети центров подготовки террористов на территории Чечни, занимался обучением рядовых боевиков минно-взрывному делу и отвечал за их ваххабитскую идеологическую обработку, являлся одним из организаторов и непосредственным участником подготовки террористок-смертниц. Он был причастен ко многим терактам, совместно с Шамилем Басаевым и Асланом Масхадовым участвовал в подготовке многих крупных терактов.
Действовал в составе групп Абу-Супьяна Гунатова и Раппани Халилова, которые непосредственно подчинялись Басаеву (связным Раппани Халилова был убитый в 2006 году Джамалудин Байдулаев по кличке Джарах).
Наряду с Масхадовым он принимал личное участие в планировании и руководстве захватом селения Автуры Шалинского района в июле 2004 года.
Им было осуществлено покушение на милиционеров в городе Хасавюрт, совершённое 29 сентября 2004 года.
Продолжительное время при попустительстве властей Грузии скрывался в Панкисском ущелье, а также в Азербайджане, неоднократно в составе групп нелегально из Грузии и Азербайджана переходил российскую государственную границу.
Погиб вместе с сопровождавшим его боевиком в селе Солнечное Хасавюртовского района Дагестана в результате спецоперации сводного подразделения ФСБ и МВД РФ. Накануне там сотрудниками милиции был обнаружен тайник Джараха: «Тайник был оборудован на окраине села. В нём хранились около 150 патронов различного калибра, детонаторы, устройство для дистанционного подрыва, спальный мешок, два рюкзака и самодельный поясной ремень для пистолета и гранат типа „хаттабки“». Ранее, в марте, в селе была проведена спецоперация по ликвидации его группы боевиков, тогда были убиты два боевика.
«Именно Джарах, а не Абу-Хафс первоначально являлся потенциальным преемником Хаттаба, Абу аль-Валида и Ясира… Кроме того, именно Джарах, а не Абу-Хафс, находясь в Панкисском ущелье Грузии, а до этого — в Азербайджане, наладил регулярное финансирование бандитских отрядов на юге России. Он получал крупные денежные средства от зарубежных террористических центров. То есть, по многим позициям Джарах превосходил Абу-Хафса и мог бы стать главарём наёмнических банд, если бы не его гибель».